# Neargyria
Neargyria is een geslacht van vlinders van de familie grasmotten (Crambidae).

## Soorten
- N. argyraspis (Meyrick, 1879)
- N. persimilis Hampson, 1919